# Distrikt La Merced (Aija)
Der Distrikt La Merced liegt in der Provinz Aija in der Region Ancash in West-Peru. Der Distrikt wurde am 5. März 1936 gegründet. Er besitzt eine Fläche von 157 km². Beim Zensus 2017 wurden 1650 Einwohner gezählt. Im Jahr 1993 lag die Einwohnerzahl bei 2753, im Jahr 2007 bei 2377. Die Distriktverwaltung befindet sich in der 3272 m hoch gelegenen Ortschaft La Merced mit 281 Einwohnern (Stand 2017). La Merced befindet sich 5 km nördlich der Provinzhauptstadt Aija.

## Geographische Lage
Der Distrikt La Merced liegt an der Westflanke der Cordillera Negra im Nordosten der Provinz Aija. Der Río La Merced, ein Quellfluss des Río Aija, durchfließt den Distrikt in südwestlicher Richtung.
Der Distrikt La Merced grenzt im Süden an den Distrikt Aija, im äußersten Westen an den Distrikt Coris, im Nordwesten an den Distrikt La Libertad (Provinz Huaraz) sowie im Nordosten und Osten an den Distrikt Huaraz (ebenfalls in der Provinz Huaraz).